# Волков, Виктор Сергеевич
Виктор Сергеевич Волков (25 апреля 1953, Тула — 3 сентября 2021, там же) — советский и российский военачальник, генерал-майор, последний начальник Саратовского высшего военного командно-инженерного училища ракетных войск с 2000 по 2003 годы, кандидат технических наук.

## Биография
Родился 25 апреля 1953 года в Туле. Окончил школу, в 1971 году поступил в Тульское высшее артиллерийское командное училище, которое окончил в 1975 году. Службу начинал как начальник расчёта пусковой установки отдельного ракетного дивизиона танковой дивизии танковой армии Белорусского военного округа, служил в дивизионе до 1977 года; позже направлен на аналогичную должность в Южную группу войск в другой отдельный ракетный дивизион. В 1981 году назначен заместителем командира стартовой батареи того же ракетного дивизиона.
В 1982 году убыл в Забайкальский военный округ на должность заместителя командира кадрированного отдельного ракетного дивизиона по вооружению, а также назначен начальником штаба (заместителем командира отдельного дивизиона). В августе 1984 года поступил в Военную артиллерийскую академию имени М. И. Калинина, окончил её в 1987 году и назначен в Белорусский военный округ командиром отдельного ракетного дивизиона учебной танковой дивизии. С 1989 года начальник штаба, заместитель командира ракетной бригады, в 1990 году переведён в Западную группу войск на должность начальника штаба (заместителя командира ракетной бригады).
В 1991 году назначен начальником штаба, заместителем начальника ракетных войск и артиллерии 7-й танковой армии Белорусского военного округа. В 1992 году занял пост заместителя начальника Тульского военного артиллерийского инженерного училища, повторно назначен в 1998 году на этот же пост. В 2000 году возглавил Саратовский филиал Военного артиллерийского университета (оно же Саратовское высшее военное командно-инженерное училище ракетных войск), участвовал в пусках тактических ракет комплекса 9К79 «Точка», проведя пуски на полигоне Гурьяново под Энгельсом. Пост начальника училища занимал до его расформирования в 2003 году.
В 2003 году после расформирования Саратовского военного училища был назначен военным комиссаром Белгородской области в Московском военном округе, приказом министра обороны от 15 марта 2007 года был назначен военным комиссаром Тульской области в том же округе. Из армии уволен в звании генерал-майора в 2008 году.
В июле 2008 года был назначен исполняющим обязанности директора Директора департамента имущественных и земельных отношений Тульской области с последующим оформлением согласия на назначение в данной должности Тульской областной думой. 30 апреля 2010 года продлил срок полномочий. Позже стал обвиняемым в рамках уголовного дела, возбуждённого в отношении бывшего губернатора Тульской области Вячеслава Дудки: следствие предполагало, что в ноябре 2010 года Волков через посредника получил от представителя корпорации «ГРИНН» взятку в размере 40 млн. рублей за предоставление земельного участка под строительство гипермаркета в аренду на три года. 22 июля 2013 года Волкова признали виновным и приговорили к 2,5 годам тюрьмы, однако ему зачли в счёт приговора пребывание под домашним арестом с момента начала следствия и освободили его в зале суда. Дудка же получил 9,5 лет тюрьмы.
Помимо этого работал советником генерального директора в АО «Научно-производственное объединение „СПЛАВ“ имени А. Н. Ганичева» и в ПАО «Научно-производственное объединение „Стрела“».
Скончался 3 сентября 2021 года в Туле. Похоронен 5 сентября на Смоленском кладбище.

## Награды
- Орден «За военные заслуги» (2001) — по итогам учений с курсантами по пуску ракет комплекса «Точка» (также получил квартиру и часы от губернатора Саратовской области)[3]
- Орден Почёта[6]
- ведомственные медали[3]